# Ma Lin (pintor)

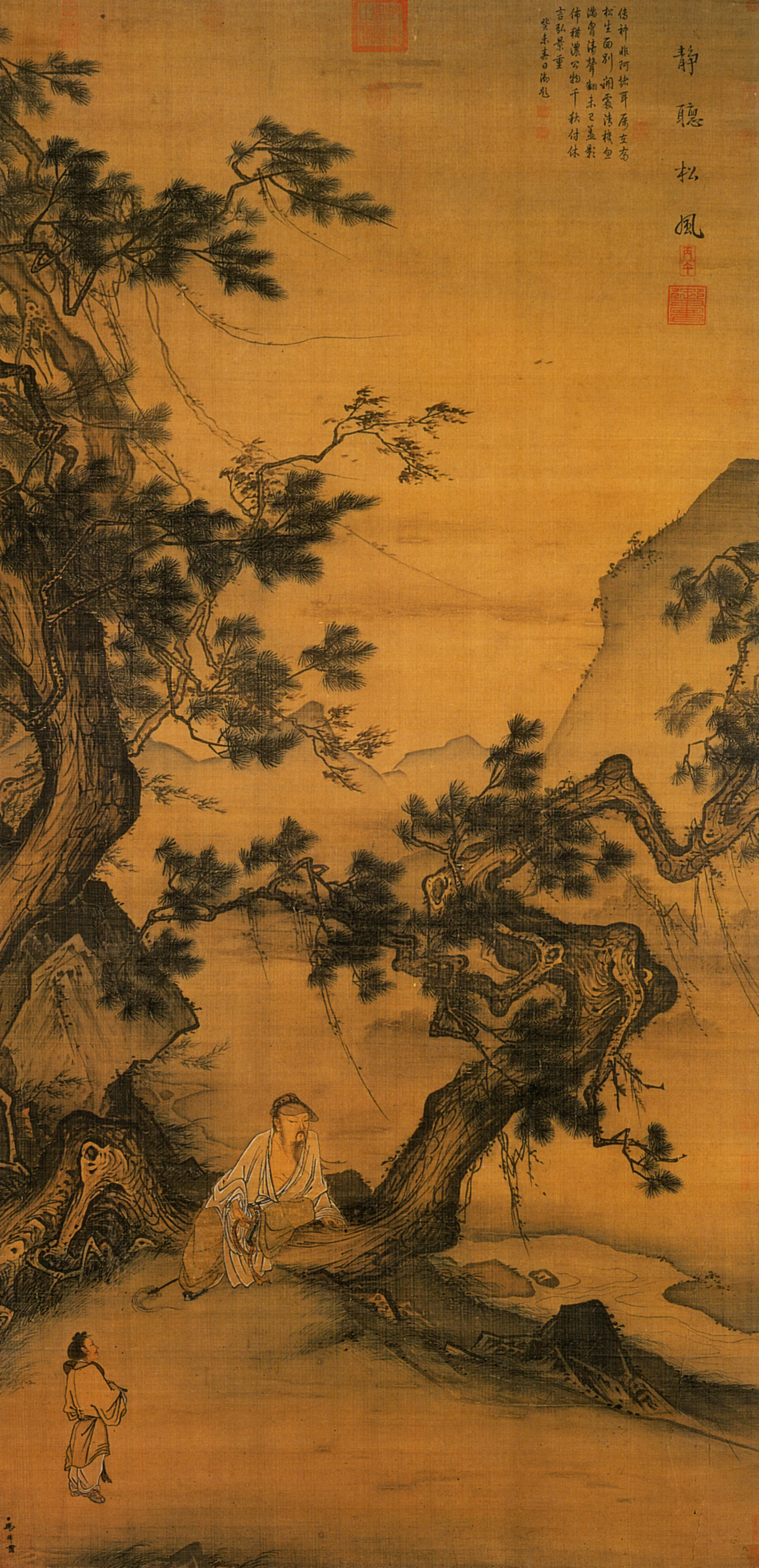
Ma Lin, Escoltant tranquil·lament el vent entre els pins (靜聽松風). Tinta i color sobre seda. Museu del Palau Nacional, Taipei

Ma Lin — 马麟 en xinès simplificat ; 馬麟 en xinès tradicional; Mǎ Lín en pinyin; Ma Lin en Wade–Giles— fou un pintor xinès de la dinastia Song que va néixer cap al 1180 i va morir vers el 1256. El seu pare fou el cèlebre Ma Yuan que li va ensenyar a pintar. En els segles que va viure Ma Lin es produeix un interès per la natura però el que era nou era la impressió que aquesta despertava en l'artista. Arriba un moment en què pintors comencen a abandonar els rígids criteris academicistes (Acadèmia de Hanlin). Ma Lin, seguint la línia dels grans mestres com Ma Yuan, Xia Gui i Liu Songnian, fa servir els mètodes de Li Tang però de forma més lliure. Les obres de Ma Lin mostren un aspecte similar al del, que segles més tard, seria característic del romànticisme.